# Резвый (миноносец)
Резвый — русский миноносец типа «Сокол» (10 октября 1907 года переклассифицирован в эскадренные миноносцы).

## Служба
- Ноябрь 1904 — Вместе с однотипными миноносцами «Прозорливый» и «Пронзительный» включён в состав Догоняющего отряда 2-й Тихоокеанской эскадры под общим командованием командира крейсера «Олег» капитана 1-го ранга Л. Ф. Добротворского.
- Январь 1905 — В связи с потерей лопасти винта и многочисленными неисправностями в машинах и котлах отстал от отряда в Джибути и вернулся в Средиземное море.
- 1908—1909 — Прошёл капитальный ремонт корпуса на заводе фирмы «Сокол» в Гельсингфорсе с заменой водогрейных трубок в котлах и перевооружением.
- 1913 — В Санкт-Петербурге на заводе фирмы «Эклунд и Ко» были заменены водогрейные трубки в котлах, полностью отремонтированы механизмы и установлены щитовые тралы.
- 1914—1915 — Осуществлял боевое траление, нёс дозорную и конвойную службы.
- Январь 1916 — Вошёл в состав 2-го дивизиона дивизии траления, использовался только как тральщик.
- Февраль 1917 — Участвовал в Февральской революции.
- 7 ноября 1917 — Вошёл в состав Красного Балтийского флота.
- 15 марта 1918 — Передан в распоряжение Финляндской Советской Рабочей республики.
- 13 апреля 1918 — Захвачен белофиннами в Гельсингфорсе. Включен в состав ВМС Финляндии под обозначением «S-4».
- 1922 — По Юрьевскому мирному договору возвращён РСФСР, признан устаревшим и сдан Комгосфондов для реализации.
- 21 ноября 1925 — исключён из списков судов РККФ.

## Командиры миноносца
- хх.хх.1904-хх.хх.1907 — Лейтенант (c 1905 капитан 2-го ранга) А. В. Хохлов
- хх.хх.1908—хх.хх.1913 — Капитан 2-го ранга С. Н. Дмитриев
- хх.хх.1914 — Капитан 2-го ранга Ф. В. Васильев 5-й